# Anna Malova
Anna Nikolaevna Malova (Ulianovsk, 16 de abril de 1990) é uma voleibolista russa que atua na posição de líbero. Com a seleção de seu país ganhou a medalha de ouro no Campeonato Europeu e na Universíada ambos conquistados em 2013. Atualmente defende as cores do clube moscovita Dínamo Moscou.

## Clubes
| Clube            | De        | A         |
| ---------------- | --------- | --------- |
| Iskra Samara     | 2007-2008 | 2008-2009 |
| Oufimotchka Oufa | 2009-2010 | 2013-2014 |
| Dinamo Moscou    | jan 2014  | …         |

## Conquistas

### Seleção
- 2013  - Campeonato Europeu
- 2013  - Universíada [2]
- 2013  - Copa Yeltisin
- 2013  - Montreux Volley Masters
- 2014  - Montreux Volley Masters
- 2014  - Grand Prix
- 2015  - Grand Prix

### Clubes
- 2013/2014  - Copa da Rússia
- 2013/2014  - Campeonato Russo
- 2014/2015  - Campeonato Russo
- 2014/2015  - Copa da Rússia

## Prêmios Individuais
- Melhor Líbero - Copa da Rússia (2013/2014 e 2014/2015)
- Melhor Líbero - Grand Prix (2015) [3]